# Tait Fletcher
Tait Fletcher (Los Angeles, 2 luglio 1971) è un attore, stuntman e artista marziale misto statunitense.

## Biografia
Fletcher è uno stuntman e attore, con un passato in UFC, in cui disputò 6 incontri con un record di 4 vittorie, 2 sconfitte e 0 pareggi.

## Filmografia

### Attore

#### Cinema
- Lockdown - Dietro le sbarre (Lockdown), regia di John Luessenhop (2000)
- Felon - Il colpevole, regia di Ric Roman Waugh (2008)
- Jonah Hex, regia di Jimmy Hayward (2010)
- Fright Night - Il Vampiro Della Porta Accanto, regia di Craig Gillespie (2011)
- The Reunion, regia di Michael Pavone (2011)
- Cod Name: Geronimo, regia di John Stockwell (2012)
- The Last Stand - L'Ultima Sfida, regia di Kim-Ji Woon (2013)
- The Lone Ranger, regia di Gore Verbinski (2013)
- Cani Sciolti, regia di Baltasar Kormákur (2013)
- Come Ti Spaccio La Famiglia, regia di Rawson Marshall Thurber (2013)
- Force Of Execution, regia di Keoni Waxman (2013)
- Un milione di modi per morire nel West, regia di Seth McFarlane (2014)
- Transcendence, regia di Wally Pfister (2014)
- The Equalizer - Il Vendicatore, regia di Antoine Fuqua (2014)
- John Wick, regia di Chad Stahelski e David Leitch (2014)
- Sicario, regia di Denis Villeneuve (2015)
- Tempo Limite (Term Life), regia di Peter Billingsley (2015)
- Jurassic World, regia di Colin Trevorrow (2015)
- Crazy Dirty Cops (War on Everyone), regia di John Michael McDonagh (2016)
- Get A Job, regia di Dylan Kidd (2016)
- Blood Father, regia di Jean-François Richet (2016)
- The Accountant, regia di Gavin O'Connor (2016)
- Jumanji - Benvenuti nella giungla, regia di Jake Kasdan (2017)
- Wild Woman, regia di Nick King (2017)
- 14 Cameras, regia di Seth Fuller e Scott Hussion (2017)
- The Untold Story, regia di Shane Stanley (2019)
- The Kid, regia di Vincent D'Onofrio (2019)
- Running with the Devil - La legge del cartello (Running with the Devil), regia di Jason Cabell (2019)
- Project Power, regia di Ariel Schulman ed Henry Joost (2020)
- Copshop, regia di Joe Carnahan (2021)

#### Televisione
- Wildfire - Serie TV, episodio 1x09 (2005)
- In Plain Sight - Protezione Testimoni - Serie TV, episodio 2x06 (2009)
- Scoundrels - Serie TV, episodio 1x03 (2010)
- Breaking Bad - Serie TV, 5 episodi ([2013)
- NCIS: Los Angeles - Serie TV, 3 episodi (2014-2018)
- Dal Tramonto All'Alba - Serie TV, episodio 1x09 (2014)
- The Last Ship - Serie TV, episodio 2x10 (2015)
- Hand of God - Serie TV, episodio 1x05 (2015)
- Code Black - Serie TV, episodio 1x07 (2015)
- Where Are They Now? - Serie TV, episodio 1x01 (2016)
- Jean-Claude Van Johnson - Serie TV, episodio 1x01 (2016)
- Westworld - Dove tutto è concesso - Serie TV, episodio 1x03 (2016)
- Graves - Serie TV, episodio 1x03 (2016)
- Fear the Walking Dead - Serie TV, episodio 3x04 (2017)
- Midnight, Texas - Serie TV, episodio 1x01 (2017)
- Ryan Hansen Solves Crimes on Television - Serie TV, episodio 1x01 (2017)
- The Brave - Serie TV, episodio 1x07 (2017)
- Waco - Serie TV, 5 episodi (2018)
- The Mandalorian - Serie TV, 2 episodi (2019)
- Roswell, New Mexico - Serie TV, episodio 2x01 (2020)
- Briarpatch - Serie TV, 2 episodi (2020)
- Magnum, P.I. - Serie TV, episodio 2x19 (2020)
- The Book of Boba Fett - Serie TV, episodio 1x5 (2021)

## Doppiatori italiani
Nelle versioni in italiano delle opere in cui ha recitato, Tait Fletcher è stato doppiato da:
- Alessandro Messina in Jumanji - Benvenuti nella giungla
- Emilio Mauro Barchiesi in Running with the Devil - La legge del cartello
- Gianpaolo Caprino in Jean-Claude Van Johnson